# Jüdische Gemeinde Sušice
Die ersten Berichte über die jüdische Bevölkerung (und Gemeinde) in Sušice (deutsch Schüttenhofen), Bezirk Okres Klatovy in der südwestböhmischen Region Plzeňský kraj, Tschechien, stammen aus dem 16. Jahrhundert. Ab dem 17. Jahrhundert nimmt derer Zahl zu, um 1860 ihren Höhepunkt mit 300 Personen zu erreichen. Sie lebten ghettoartig vor allem in der damaligen Judenstraße. Nachdem sie 1942 in Konzentrationslager deportiert wurden, kamen bei Kriegsende nur zehn Personen zurück, und die Gemeinde wurde nicht mehr erneuert.

## Geschichte
Die erste schriftliche Erwähnung eines jüdischen Einwohners in Sušice stammt von 1562, als in der sog. smolná kniha zwei Juden namentlich auftauchen. Nur zwei Jahre später, 1564, findet sich im Buch der Mälzereizeche  in Böhmen (kniha cechu sladovnickeho) ebenfalls ein Vermerk über einen jüdischen Bierbrauer. Der erste Bericht über die zahlenmäßige Stärke der Juden in der Stadt stammen aus der Berní rula (deutsch Steuerrolle) von 1654 bis 1655, in der 14 männliche jüdische Einwohner erwähnt werden.
Grundangaben über die jüdischen Einwohner wie Geburts- und Todesdatum sowie Heiraten wurde durch eine Verordnung erst im Februar 1827 eingeführt, die ab 1839 als jüdische Matriken geführt wurden. Die Anzahl der dauerhaft in der Gemeinde lebenden jüdischen Personen, der sogenannten "Familianten", die im Zuge der Raabisation zum Grund und Boden gekommen sind, wurde eingeschränkt. Gegen eine Gebühr standen sie unter dem Schutz der Gemeinde. Nach dem Revolutionsjahr 1848 (knapp 30 jüdische Bürger traten der Bürgerwehr bei) kam es zur Lockerung der strengen Vorschriften: Juden konnten stärker am gesellschaftlichen Leben teilnehmen, leichter Handel betreiben, Häuser auch außerhalb des Ghettos kaufen und bauen. Zu ersten Konflikten kam es erst 1866 infolge antijüdischer Pogrome.
Etwa 90 der in Sušice lebenden Juden wurden  am 27. November 1942 abgeholt und nach Klatovy gebracht, dann mit dem Transport Ce am 30. November 1942 von Klatovy nach Theresienstadt und anschließend nach Auschwitz-Birkenau deportiert. Die meisten wurden ermordet, nur zehn Personen kehrten nach dem Kriegsende zurück. Die jüdische Gemeinde wurde nicht mehr erneuert.

### Entwicklung der jüdischen Bevölkerung
Im 16. Jahrhundert lebten in Sušice nur vereinzelte jüdische Familien. 1618 wurden in der Gemeinde überhaupt keine jüdischen Einwohner verzeichnet. Die jüdische Bevölkerung in Sušice entwickelte sich danach wie folgt:
| 1625    | 1 Familie                   |                                     |
| 1654/55 | 14 Personen                 |                                     |
| um 1700 | 10 Familien                 |                                     |
| 1734    | 93 Personen in 15 Familien  |                                     |
| 1748    | 76 Personen                 |                                     |
| 1791    | 14 Familien                 |                                     |
| 1825    | 124 Personen in 26 Familien |                                     |
| um 1860 | ca. 300 Personen            | ca. 7 Prozent der Gesamtbevölkerung |
| 1890    | 171 Personen                | ca. 2 Prozent der Gesamtbevölkerung |
| 1930    | 112 Personen                | ca. 1 Prozent der Gesamtbevölkerung |